# Musée de l'Industrie (Gand)

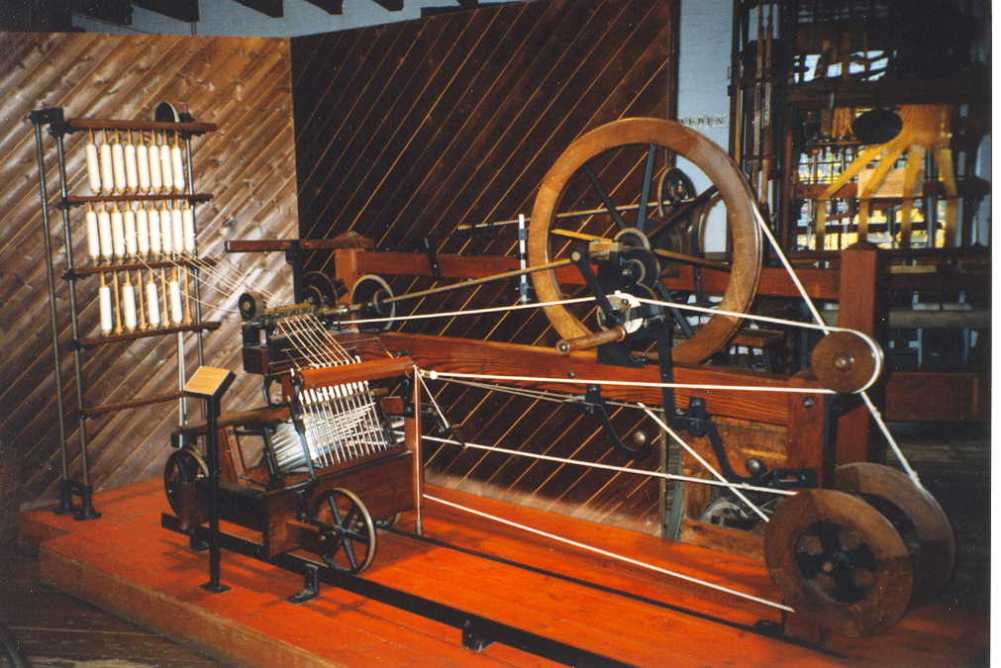
Mule-jenny exposée au MIAT.

Le musée d'archéologie industrielle et du textile de Gand (MIAT), Museum voor Industriële Archeologie en Textiel, a été créé en 1976 et se trouve hébergé depuis 1990 dans une ancienne filature de coton, la filature Desmet-Guéquier, située dans le nord du vieux Gand, sous la boucle de la Lys, lieu où avaient tendance, pendant la première révolution industrielle, à se concentrer les manufactures de textile. Le bâtiment, qui date de 1905-1912, fut conçu à l’instar des manufactures de coton de Manchester : il se compose d’une série de salles spacieuses et est doté de vastes baies vitrées. Les 3 500 m2 d’espace que comporte l’édifice sont utilisés pour évoquer l’histoire de l’industrie gantoise, en mettant plus particulièrement l’accent sur l’activité textile. 
Dès le Moyen Âge, Gand fut un important centre de production de la laine, et aux XIIIe et XIVe siècles, les draps gantois étaient réputés loin au-delà des frontières ; à partir du XVe siècle, on assiste à la montée en puissance du lin ; enfin, dans la seconde moitié du XVIIIe siècle s’établirent les premières manufactures de coton. Tout au long du XIXe siècle, et jusque dans les années 1960, la ville demeurera un important centre textile. 
Le MIAT s’articule sur plusieurs «niveaux». 
Niveau 1 Galerie des machines

Y sont exposés une trentaine de grandes machines anciennes (métiers à tisser le velours, machines à lin, moteurs électriques, machines à vapeur, etc.), datant pour la plupart des environs de 1900. Également: nombreuses peintures, notamment de l’exposition universelle de 1913.
Niveau 3 Fonctionnement d’une usine à coton

Cette section permet de se représenter comment le textile était fabriqué au XIXe et au début du XXe siècle. On peut y voir une fileuse à l’œuvre dans son atelier artisanal et un tisserand industriel s’activer sur une machine. Les applications textiles modernes sont évoquées également : protection nucléaire, navigation dans l’espace, veste pare-balles, etc.
Niveau 4 Homme et technologie

Cette section illustre la manière dont les innovations technologiques ont influencé la vie quotidienne et ont donné lieu à la société de consommation. On y trouve entre autres une fabrique de moutarde, un atelier typographique et une imprimerie.
Niveau 5 Serpenter à travers le temps

Cette section retrace la première révolution industrielle, au départ de l’année 1750 : manufactures, exode rural, la vapeur comme source d’énergie. Les mouvements sociaux et politiques sont illustrés à l’aide de photos et d’objets. C'est sur ce niveau qu'est exposée la pièce-maîtresse du musée : une mule-jenny, machine à filer anglaise, soumis au secret industriel, mais que le Gantois Liévin Bauwens réussit à introduire en fraude sur le continent en 1798.